# Карабі-Яйлинська котловина
Карабі́-Яйли́нська котлови́на  — ботанічна пам'ятка природи національного значення Кримських гір на теренах Білогірському районі АР Крим. Заснована відповідно до Постанови Кабінету міністрів УРСР від 14 жовтня 1975 за № 780 шляхом реорганізації пам'ятки природи місцевого значення, затвердженої 1964 року.

## Загальні відомості
Землекористувачем цієї території є Державне підприємство Білогірське лісове господарство. Відноситься до III категорії МСОП.
Площа пам'ятки 25 гектарів. Пам'ятка розташована на гірському плато Карабі-Яйла Головного пасма Кримських гір, де зосереджено декілька пам'яток природи і заповідників:
- Ботанічний заказник «Карабі-Яйла» на плато для захисту лікарських рослин
- Ботанічна пам'ятка природи «Гора Каратау» на верхньому плато для захисту букового пралісу[1] (Fagus sylvatica Linnaeus)
- Гідрологічна пам'ятка природи «Карасу-Баші» витік Біюк-Карасу на північному схилі
- Геологічна пам'ятка природи Карстова шахта Солдатська на Карабі-яйлі — найглибша печера України
- Геологічний заказник «Гірський карст Криму»

## Опис
Ботанічний заказник «Карабі-Яйлинська котловина» було створено для захисту ендемічного виду напівкуща роговика Біберштейна (Cerastium biebersteinii). Роговик є засухостійкою багаторічною трав'янистою рослиною родини гвоздикових (Caryophyllaceae). Роговик Біберштейна квітне з травня по червень переважно на відкритих сонячних ділянках. Корінна система ясколки сприяє утриманню ґрунту. Роговик Біберштейна ще називають кримським едельвейсом. Він занесений до Червоної книги України та Європейського червоного списку тварин і рослин, що знаходяться під загрозою зникнення у світовому масштабі.

## Галерея

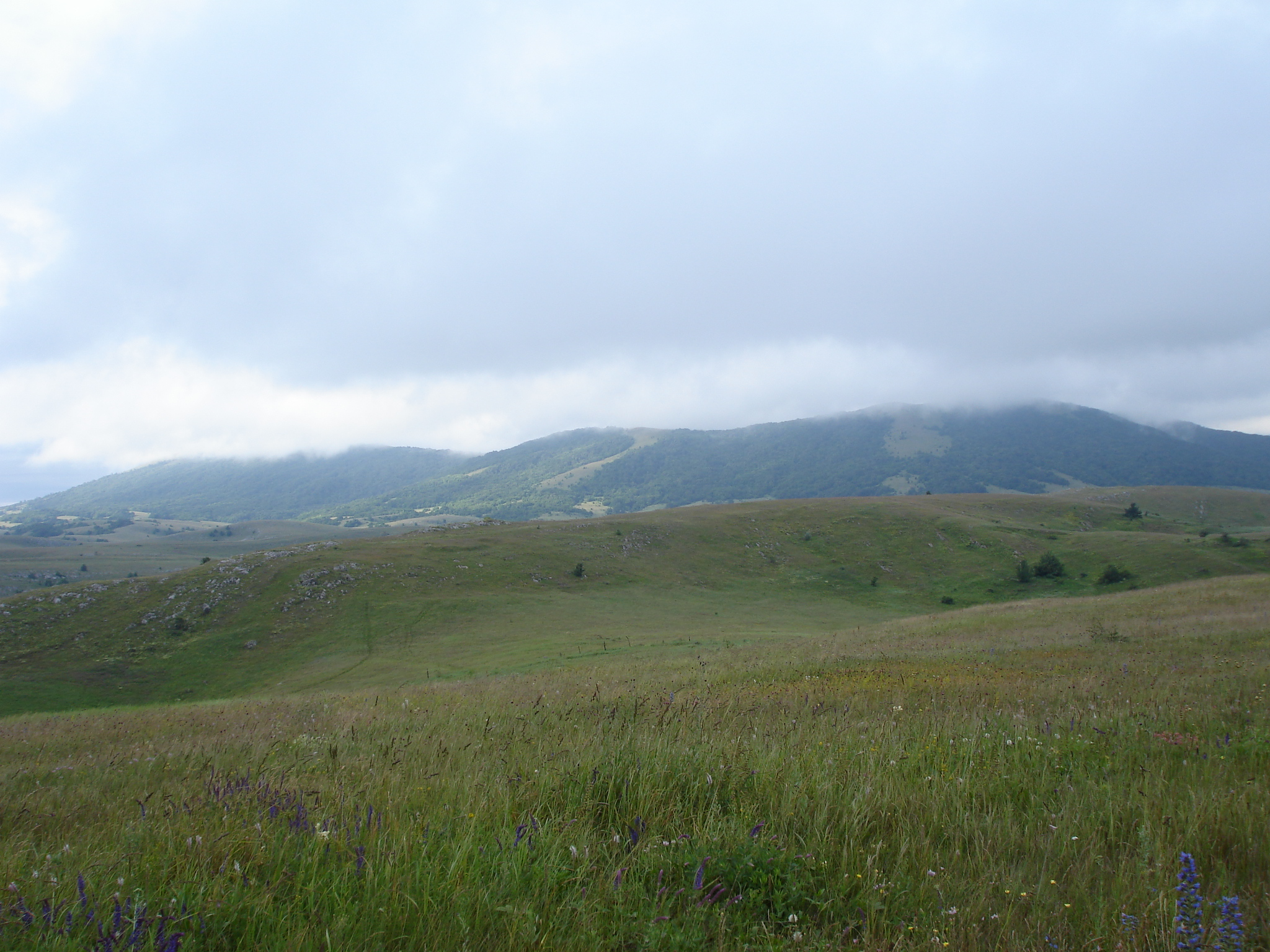
Похмурий ранок на Карабі
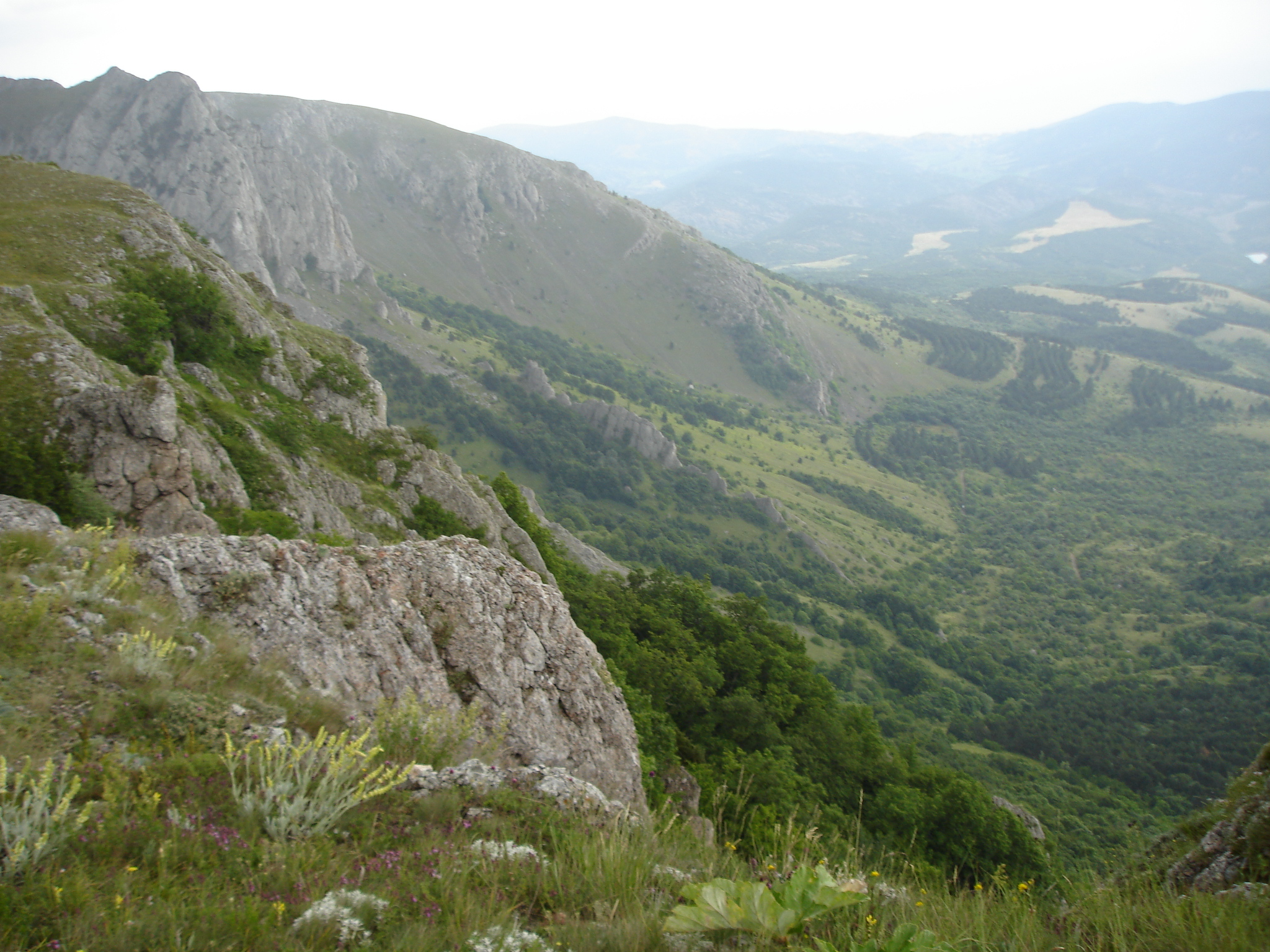
Південо-східні відроги Карабі-Яйли
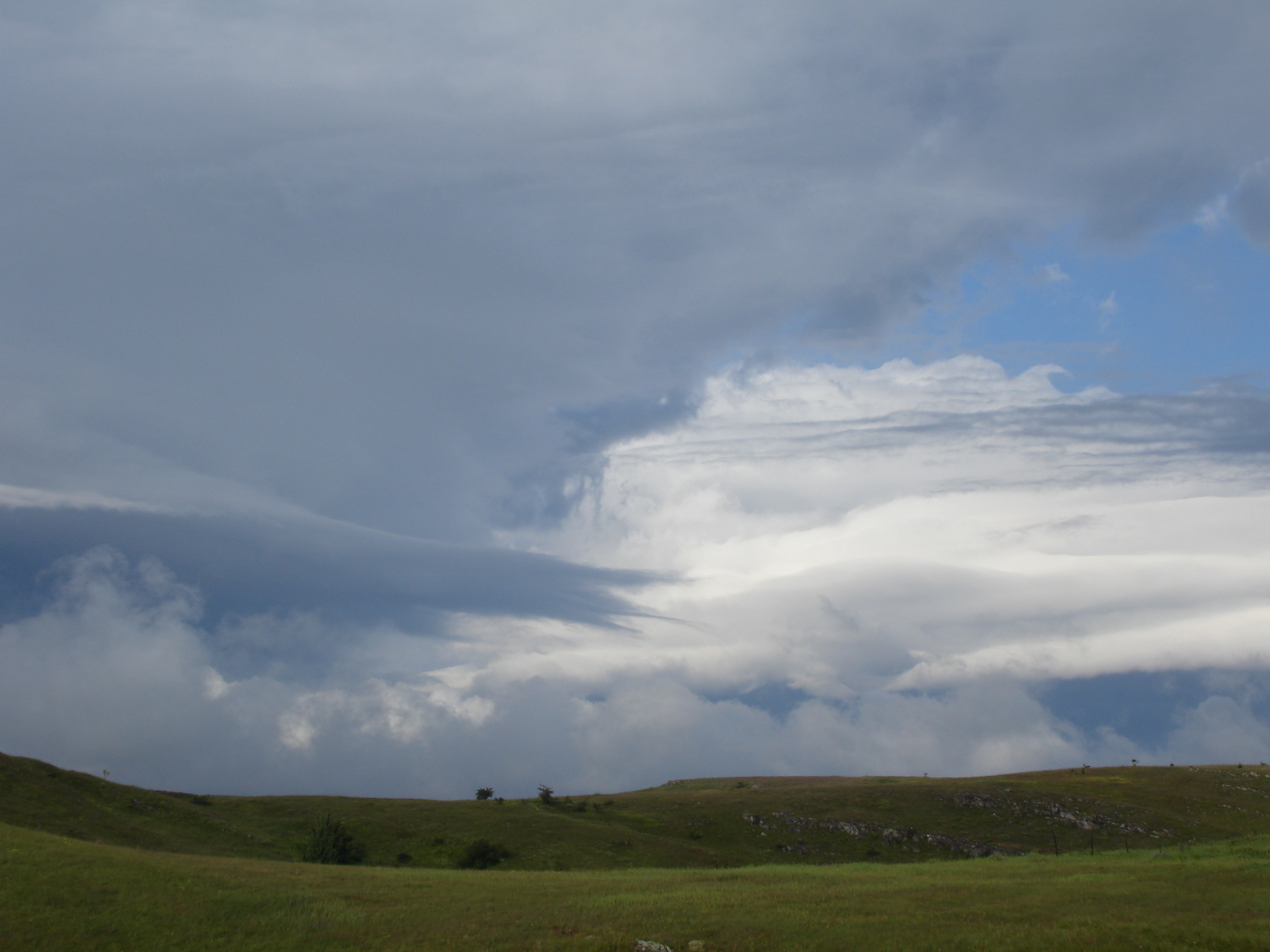
Ранок над Карабі-яйлинською котловиною